# Bettina Roccor
Bettina Roccor (* 30. Dezember 1965) ist eine deutsche Autorin, Volkskundlerin und Musikkritikerin, die sich um das Musikgenre Heavy Metal und die Metal-Szene verdient gemacht hat.

## Leben
Von 1983 bis 1986 war Roccor zunächst beim SWF als Hörspielsprecherin tätig. Anschließend studierte sie
von 1986 bis 1992 Volkskunde, Geschichte und Philosophie in Freiburg und Regensburg und legte ihren Master of Arts im Fach Volkskunde ab. Ihre Magisterarbeit trägt den Titel „Heavy Metal – Eine Fantypologie anhand von Kleidung“. Als wissenschaftliche Mitarbeiterin der Universität Regensburg arbeitete sie als Betreuerin eines Volksmusikarchives aus der Zeit des Nationalsozialismus. 1996 promovierte sie im Fach Volkskunde bei  Christoph Daxelmüller. Ihre Dissertation „Heavy Metal – Kunst, Kommerz. Ketzerei“ wurde mit „Summa cum laude“ ausgezeichnet. Die Autorin veröffentlichte zu den Themen ‚Jugendkultur‘, ‚Heavy Metal‘ und ‚Volksmusik in der NS-Zeit‘ diverse Beiträge in wissenschaftlichen Zeitschriften.
Als DJ war sie von 1984 bis 1990 in verschiedenen Mainstream- und Underground-Discos in Baden-Baden und Freiburg tätig. Zwischen 1991 und 1998 verfasste sie regelmäßig für die Regensburger Stadtzeitung CD- und Konzertkritiken und betreute als Internet-Guide die Rubrik Rock und Pop zwei Jahre lang bei Clickfish.com.
Bettina Roccor spielte als Bassistin und Cellistin in lokalen Bands. Die Autorin ist verheiratet und hat zwei Kinder.

## Hörspiele
- 1983: Jürgen Haug: Die Abteilung – Regie: Bernd Lau (Original-Hörspiel – SWF)
- 1983: Hans Gerd Krogmann: Ha! oder Die schiere Weisheit des Alters (Gwendolin) – Regie: Hans Gerd Krogmann (Hörspiel – SWF)
- 1984: Hans Häußler: Die Anhalterin (Anhalterin) – Regie: Heinz Nesselrath (Kurzhörspiel – SWF)
- 1984: Janwillem van de Wetering: Der blonde Affe (Stimme Büro Bergen) – Bearbeitung und Regie: Peter Michel Ladiges (Hörspielbearbeitung, Kriminalhörspiel – SWF/WDR)
- 1984: Konrad Wühr: Marianne von 7 bis 7 – Regie: Arturo Möller (Originalhörspiel, Kurzhörspiel – SWF)
- 1986: Janwillem van de Wetering: Die Katze des Brigadiers de Gier – Regie: Peter Michel Ladiges (Hörspielbearbeitung, Kriminalhörspiel – SWF/SFB)
- 1986: Wilhelm Genazino: Die Katze am Meer – Regie: Arturo Möller (Hörspiel – SWF/BR)

## Werke
- Bettina Roccor: Heavy Metal. Die Bands. Die Fans. Die Gegner. C. H. Beck, München 1998, ISBN 3-406-42073-7.
- Bettina Roccor: Heavy Metal – Kunst, Kommerz, Ketzerei. Iron Pages, Regensburg, Berlin 1998, ISBN 3-931624-07-2.